# Magnus Colopontanus
Magnus Olavi Colopontanus, född 1624 i Ukna församling, död 4 juni 1695 i Odensvi församling, Kalmar län, var en svensk präst.

## Biografi
Magnus Colopontanus föddes 1624 i byn Kolsebro i Ukna församling. Han blev 1649 student vid Åbo akademi och prästvigdes 19 augusti 1653. Colopontanus blev 1660 komminister i Ukna församling och 1673 kyrkoherde i Odensvi församling. Han avled 1695 i Odensvi församling och begravdes av kyrkoherden Johannes Lithmang i Horns församling.

### Familj
Colopontanus gifte sig 1657 med Brita Ehrenmark (1626–1720), dotter till överstelöjtnanten Axel Ehrenmark. De fick tillsammans barnen studenten Olaus Retzell (död 1731), jägmästaren Gabriel Retzell (död 1755) på Omberg, kammartjänaren Axel Retzell (1674–1716), Magdalena Retzell som var gift med kyrkoherden Johannes Wallin i Odensvi församling, Anna Retzell som var gift med komministern Duwaerus i Västerviks församling, kyrkoherden Andreas Hellman i Ringarums församling, kyrkoherden Wigius i Eds församling och kyrkoherden Israel Wangel i Å församling och Margareta Retzell som var gift med kyrkoherden Johannes Seulerus i Björsäters församling.
Barnen tog efternanet Retzelius eller Retzell efter sjön Retzen.